# 熊本トヨペット
熊本トヨペット株式会社（くまもとトヨペット）は、熊本県熊本市に本社を置くトヨタ自動車の販売会社。
キャッチコピーは「もっとクルマの話、しませんか Answer, for you.」

## 概要
熊本県内一円を販売エリアとするトヨタ自動車の販売チャンネル（トヨペット店）である。2009年7月31日には、販売不振に陥っていたクライスラーの正規販売ディーラーである熊本クライスラー（1998年9月設立）を吸収合併し、整備や車検のサービス部門と従業員4人を熊本トヨペットが引き継ぎ、閉鎖後の店舗は熊本トヨペットが運営する中古車展示場・BeMax拡張を行った。エフエム熊本の「Evening GatewaY」から現在の「FMK RADIO BUSTERS」に至るまで番組のスポンサーをしている。
2019年2月、グループ会社「株式会社熊本トヨペットサービス」を「熊本トヨペットホールディングス株式会社」 に名称変更し、グループ統括会社とする。

## 店舗
- 本店BUBU館 : 熊本市南区十禅寺2-2-13
- 熊本トヨペット
  - 清水店 : 熊本市北区大窪2-10-15
  - 菊陽店 : 菊池郡菊陽町津久礼2521−16
  - 中央店 : 熊本市中央区大江4-3-6
  - 浜線店 : 熊本市南区出仲間8-9-10
  - 新外店 : 熊本市東区新外1-3-37
  - 玉名店 : 玉名市中字河原1191-2
  - 山鹿店：山鹿市鹿本町御宇田334-3　※菊池店と山鹿店が統合
  - 阿蘇店 : 阿蘇市黒川1339-3
  - 宇城店 : 宇城市不知火町御領字東原88-3
  - 八代店 : 八代市永碇町 1103−2
  - 人吉店 : 人吉市下林町298-1
  - 水俣店 : 水俣市港町1-3-1
  - 天草店 : 天草市亀場町亀川1708-5

### 中古車販売店舗
- BeMaX
  - 本店 : 熊本市南区十禅寺2-2-5
  - 人吉店 : 人吉市下林町298-1
  - 水俣店 : 水俣市港町1-3-1
  - 天草店 : 天草市亀場町亀川1708-5
- U-Car光の森（BeMax光の森店） : 菊池郡菊陽町光の森7丁目24-6

## その他の熊本県内のトヨタ販売店
- 熊本トヨタ自動車（トヨタ店）
- ネッツトヨタ熊本（ネッツ店）
- トヨタカローラ熊本（トヨタカローラ店）
- ネッツトヨタ中九州（ネッツ店、カローラ熊本のグループ企業）